# Duvbo municipalsamhälle

Duvbo municipalsamhälles vapen.

Duvbo municipalsamhälle inrättades den 3 juli 1903 inom dåvarande Spånga landskommun, Stockholms län, från vilket datum samtliga stadsstadgor tillämpades inom samhället. Vid 1920 års folkräkning  uppgick ytan till 0,47 km² med 1 828 invånare, vilket ger en befolkningstäthet om 3 889 inv/km².
Den 1 januari 1949 upphörde Spånga kommun och huvuddelen av dess område överfördes till Stockholms stad. Samtliga municipalsamhällen inom kommunen upplöstes då. Ett område på drygt 5 km², innefattande bland annat Duvbo, överfördes till Sundbybergs stad.

## Municipalvapnet
Blasonering: I fält av silver ett grönt äppelträd med röda äpplen
Vapnet fastställdes av Kungl Maj:t den 30 juni 1946 och gällde fram till municipalsamhällets upplösning.